# Incendie de Chapais
L'incendie de Chapais survient dans la nuit du 31 décembre 1979 au 1er janvier 1980, dans la salle communautaire d'Opémiska à Chapais (Québec). 350 personnes y assistent à la fête du Nouvel An. Il coûte la vie à 48 personnes et en blesse une cinquantaine d'autre.

## Contexte

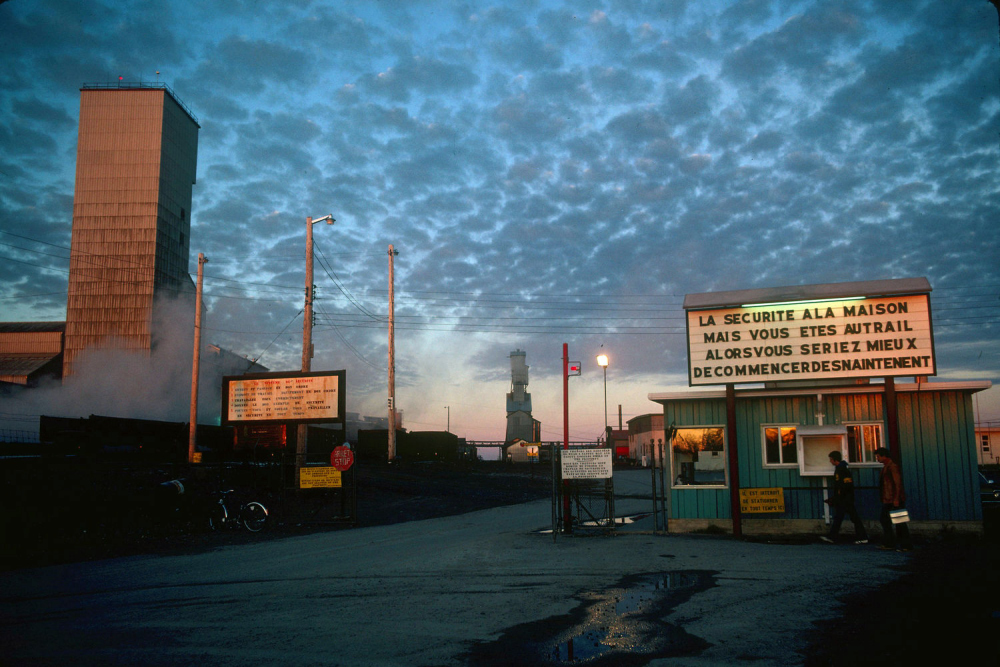
Mine Opémiska, Chapais, 1979.

La communauté rurale de Chapais a été établie comme ville minière en 1955. À son apogée, la mine employait 700 des 3500 habitants de la ville, alors que la scierie Barrette-Chapais en employait 450 autres. Falconbridge Copper Ltd., qui exploite la mine Opémiska, possède une salle communautaire pouvant accueillir 300 personnes.
Le 8 décembre 1979, la mine y organise une fête de Noël pour ses employés. De nombreux arbres de Noël sont installés et, pour la deuxième année consécutive, une grande arche faite de branches de pin est installée près de l’entrée. Après la fête, il est décidé que les décorations seraient conservées dans la salle pour la célébration du Nouvel An. Afin d’éviter que les branchages ne sèchent, un employé de la mairie est chargé d’arroser les décorations avec de l’eau. Pendant les vacances, l’employé est rentré chez lui, ce qui entraîne le dessèchement des branches pendant quelques jours entre Noël et le Nouvel An.
Dans la nuit du 31 décembre 1979, la salle communautaire est l’hôte de l’événement du Nouvel An, événement utilisé comme collecte de fonds pour le club Lions local. Environ 300 billets sont vendus, chacun pour le prix de cinq dollars. À Chapais, la tradition veut que les gens se déplacent entre les différents rassemblements sociaux de la nouvelle année pour souhaiter aux membres de la communauté du succès dans la nouvelle année. Il fut donc décidé qu’après minuit, les gens pourraient entrer sans billet.

## L'incendie
Après minuit, et la forte affluence entraîné par les citadins échangeant des salutations, la fête commence à se calmer. Ainsi, vers 1 h matin, la sécurité est relâchée alors que les fêtards commencent à rentrer chez eux. À 1 h 15, Florent Cantin, un jeune ouvrier, met accidentellement le feu à l’arche de pin qui entourait. Il l’aurait fait en blague, jouant avec un briquet pour attirer l’attention, mais les branches desséchées se seraient embrasées d’un seul coup. Certaines personnes autour de lui tentent rapidement d’éteindre le feu avec des extincteurs alors que d’autres les observent, croyant qu’il s’agit d’une blague, y compris les tentatives d’éteindre le feu. En conséquence, elles n’évacuent pas la salle. Les volontaires réussissent à éteindre les flammes, mais elles se rallument lorsqu’une porte voisine est ouverte, permettant à de l’oxygène d’alimenter les braises. Le feu se propage alors rapidement aux guirlandes qui pendent du toit. Les gens crient alors pour que tout le monde quitte la pièce et la foule se dirige vers l’entrée gauche du bâtiment. Le feu rallumé se propage dans la pièce en quelques secondes et provoque une panne de courant, éteignant toutes les lumières. Dans le chaos qui a suivi, les gens constatent que la porte de gauche est bloquée. Un groupe d’hommes réussit à forcer l’entrée droite du bâtiment, et ce malgré le fait que celle-ci ait été partiellement bloquée par de la neige non déblayée.
Alors que l’évacuation se poursuit, les pompiers volontaires d’une caserne située à 150 mètres de la salle communautaire arrivent et tentent vainement d’éteindre les flammes de l’extérieur. De nombreux fêtards ayant réussi à s’échapper avaient leurs vêtements en feu en quittant le bâtiment et ont dû se rouler dans la neige pour les éteindre. Les victimes grièvement brûlées furent transportées dans un CLSC voisin, où une seule infirmière était de garde. Les brûlés ont ensuite été transportés à l’hôpital de Chibougamau, à 30 minutes de là. Le lendemain matin, neuf d’entre elles furent transportées par hélicoptère vers un plus grand hôpital de Québec.

## Procès de Florent Cantin
Florent Cantin plaide coupable d'homicide involontaire dans la mort de Robin Desjardins. Au cours du procès, il admet avoir tenu un briquet sur les décorations inflammables avec l'intention de "jouer avec le feu", mais il nie avoir voulu incendier le centre. Il compare la situation à celles des gens qui allument des serviettes en papier pour célébrer la nouvelle année.
Cantin est initialement condamné à huit ans de prison sans possibilité de libération conditionnelle avant trois ans. Comme les actions de Cantin étaient négligentes, mais n'étaient néanmoins pas destinées à causer du tort, cette peine fut considérée très sévère. Des citoyens et des organismes de la province font circuler des pétitions demandant une peine plus clémente. À la suite d'un appel de Cantin, sa peine fut réduite par la Cour supérieure du Québec à deux ans moins un jour.
À sa sortie de prison, Cantin quitte sa ville natale pour commencer une nouvelle vie ailleurs. Dix ans plus tard, il est reconnu coupable d'avoir proféré des menaces contre sa femme.

## Effets sur la région
Les nombreuses vies perdues ont profondément touché la ville de Chapais. En plus des blessés, les événements ont laissé une profonde cicatrice émotionnelle sur les habitants de la ville. Un parc commémoratif une passerelle et décoré d’une plaque marque l’emplacement de la salle détruite. Une assistante sociale, auteur d’une thèse sur les effets psychologiques et sociaux du drame sur la ville, a déclaré que les habitants préféraient ne pas parler de l’incendie, ce qui a finalement rendu le sujet tabou. La plupart des survivants n’ont reçu aucune aide ou conseil psychologique, et certains ont eu recours à l’alcool ou à la drogue pour tenter d’oublier les événements.